# 養鸕徹定
養鸕 徹定（うがい てつじょう、文化11年3月15日（1814年5月4日） - 明治24年（1891年）3月15日）は、幕末・明治期の浄土宗僧侶・仏教史家。
筑後国久留米にて久留米藩士鵜飼万五郎政善・久保氏の次男に生まれる。6歳で地元の西岸寺に入り、後に京都や江戸で修行する。21歳の時に増上寺にて宗脈を受ける。後に増上寺学寮を掌った。文久元年（1861年）に浄国寺住職となる。文久3年（1863年）自身の羅漢研究を纏めた『羅漢図讃集』を刊行する。これは今日から見ても高い学術的価値を持つ著作であり、徹定の優れた学識が窺える。また徹定は羅漢の知識を狩野一信に教え、増上寺に残る計100幅にも及ぶ一信の「五百羅漢図」制作にも役立った。
明治5年（1872年）に明治政府より教部省十等出仕・権少教正に任じられる。この年、僧侶も姓を名乗ることになったが、この際に出家以前の「鵜飼」姓を同じ読みの「養鸕」と改める。明治6年（1873年）に伝通院、明治7年（1874年）に知恩院75代住職に晋山（住職補任）。明治8年（1875年）に大教正となり浄土宗規を定める。明治18年（1885年）に浄土宗管長になる。2年後に知恩院住持を辞して塔頭の福寿院に移った。狩谷棭斎・伴信友の学を継承して仏教史の研究にあたって廃仏毀釈や西洋人の仏教批判に強く抵抗し、キリスト教を排撃する一方で日本史における仏教の重要性を説いた。明治10年（1877年）には知恩院に自らのコレクションを寄贈したが、その中には『上宮聖徳法王帝説』をはじめ現在国宝に指定されている3点も含まれている。
また、各地に布教活動を行って各地に寺院を創建した。また、音楽や書、詩文など多様な趣味を有していた。
明治24年（1891年）、名古屋市にて死去した。
著書に『縁山詩叢』『古経捜索録』『古経題跋』などがある。